# Aden Gillett
Aden Gillett, född 8 november 1958 i Aden är en brittisk skådespelare. Gillett är känd för att ha spelat Jack Maddox i serien Huset Eliott.

## Filmografi i urval
- Lovejoy (1991)
- Huset Eliott (1991-1994)
- Ivanhoe (1997)
- Hennes sista önskan (1997)
- Lånarna (1997)
- I ondskans närhet (1998)
- Fallet Winslow (1999)
- The Impressionists (2006)
- Morden i Midsomer (2010)
- The Foreigner (2017)